# Кумбер, Алекс
Александра «Алекс» Кумбер (урождённая Александра Гамильтон, 28 декабря 1973, Антверпен) — британская скелетонистка, выступавшая за сборную Великобритании в конце 1990-х — начале 2000-х годов. Выиграла бронзовую медаль на Олимпийских играх в Солт-Лейк-Сити, в программе женского скелетона. Причём из-за перелома запястья подготовку к заездам начала всего за десять дней до старта.
Авторству Кумбер, вышедшей замуж в 2000 году, принадлежат многие рекорды современного скелетона. Она выиграла первый же Чемпионат Великобритании, в котором приняла участие, и впоследствии никому не уступила звание чемпионки своей страны. Три раза подряд выигрывала Кубок мира (1999—2000, 2000-1, 2001-2), за что её даже занесли в книгу рекордов Гиннесса. К тому же Кумбер является единственной британской спортсменкой, три раза выигравшей зимние кубковые серии. В ходе своей карьеры несколько раз устанавливала рекорды трасс, в частности ей принадлежали лучшие результаты Ля Плань, Лейк-Плэсид и Нагано. В её послужном списке имеется серебряная медаль Чемпионата мира, выигранная в 2001 году в Калгари.
Вне спорта Кумбер была офицером Королевских военно-воздушных сил Великобритании и по окончании спортивной карьеры вернулась к службе.